# Livade uz Bednju IV
Livade uz Bednju IV este o arie protejată (sit de importanță comunitară — SCI) din Croația întinsă pe o suprafață de 19,85 ha, integral pe uscat.

## Localizare
Centrul sitului Livade uz Bednju IV este situat la coordonatele 46°13′21″N 16°28′26″E / 46.222575°N 16.473784°E.

## Înființare
Situl Livade uz Bednju IV a fost declarat sit de importanță comunitară în iulie 2013 pentru a proteja 1 specie de animale.

## Biodiversitate
Situată în ecoregiunea continentală, aria protejată conține 2 habitate naturale: Liziere de ierburi înalte hidrofile de câmpie și de nivel montan până la alpin, Fânețe de joasă altitudine (Alopecurus pratensis, Sanguisorba officinalis).
La baza desemnării sitului se află o specie protejată de  nevertebrate: fluturele purpuriu (Lycaena dispar).